# Olimpiada Peruana de Biología
La Olimpiada Peruana de Biología (OPB)  es una competencia escolar anual de biología desarrollada por la Facultad de Ciencias Biológicas de la Universidad Ricardo Palma, que concentra y selecciona a los mejores estudiantes de nivel secundario de Perú para participar en la Olimpiada Iberoamericana de Biología (OIAB). La OPB cuenta con el reconocimiento de la International Biology Olympiad.

## Historia
La OPB se celebró por primera vez en el año 2006 en la Universidad Ricardo Palma ubicada en Santiago de Surco, Lima, Perú. A partir de ese entonces se realizó de forma ininterrumpida hasta el presente año. 

## Organización
La olimpiada peruana de biología cuenta con dos niveles de competencia: Principiante y Avanzado. En el nivel principiante participan estudiantes de 1°, 2° y 3° de secundaria. En el nivel avanzado participan estudiantes de 4° y 5° de secundaria. La OPB a su vez se organiza en dos fases: Regional y Nacional.

## Primera fase - Regional
Evaluación regional para ambos niveles que consiste en una prueba teórica de 70 preguntas. Se lleva a cabo en cada sede regional. Se realiza generalmente en el mes de octubre. Es la única fase en la que participan los participantes de nivel principiante por lo que el cuadro de mérito dependerá exclusivamente de las notas obtenidas en esta fase. La premiación de los participantes del nivel principiante que hayan alcanzado una distinción será el mismo día de noviembre que de sus homónimos de nivel avanzado. Los participantes nivel avanzado deberán esperar, por lo general una semana, los resultados ya que los 50 mejores ubicados en estricto orden de mérito clasifican a la segunda fase.

## Segunda fase - Nacional
Fase exclusiva para el nivel avanzado. Se celebra generalmente en el mes de noviembre. Los participantes clasificados de la primera fase deberán viajar a Lima para rendir los exámenes en la Facultad de Ciencias Biológicas de la Universidad Ricardo Palma. El primer examen es teórico y consta de 60 preguntas, los resultados son inmediatos y durante el tiempo de espera los alumnos tienen tiempo para un refrigerio otorgado por la comisión organizadora. Los resultados de la prueba teórica definen los 10 mejores alumnos, estos pasarán inmediatamente a rendir las 2 pruebas prácticas en laboratorio. Los puntajes finales son la acumulación de los subtotales de los teóricos y prácticos y estos se calculan sobre la base de un máximo de 100 puntos de los cuales el examen teórico consta de un máximo de 60 y las pruebas prácticas de 40 esta nota es totalmente independiente de la obtenida en la primera fase.

## Ceremonia de premiación
La ceremonia de premiación se celebra el mismo día de la segunda fase en el auditorio Biotempo de la Facultad de Ciencias Biológicas comienza con las palabras de los profesores de la comisión organizadora y a veces del decano de la Facultad de Ciencias Biológicas y del rector de la Universidad Ricardo Palma. Luego los clasificados de la edición anterior de la OPB a la edición anterior de la Olimpiada Iberoamericana de Biología son invitados a contar sus experiencias en el país organizador apoyados de una diapositiva proyectada. Luego se inicia la premiación, solo los 10 participantes que rindieron la prueba práctica son premiados con alguna medalla. Se otorga la distinción en orden ascendente de mérito. Los 4 primeros clasifican para la siguiente edición Olimpiada Iberoamericana de Biología realizada en el mes de septiembre del siguiente año.

## Desempeño de la delegación peruana en la OIAB
| OIAB 2025 Colombia    | Posición OPB | Medalla OPB | Posición OIAB | Distinción obtenida OIAB | Entrenador    |
| --------------------- | ------------ | ----------- | ------------- | ------------------------ | ------------- |
| Diego Turpo Alberto   | 1            | Oro         | Por confirmar | Por confirmar            | Por confirmar |
| Mía Caballero Hoyos   | 2            | Oro         | Por confirmar | Por confirmar            | Por confirmar |
| Amser Ponte Llajaruna | 3            | Plata       | Por confirmar | Por confirmar            | Por confirmar |
| Dylan Villon Castro   | 5            | Plata       | Por confirmar | Por confirmar            | Por confirmar |

| OIAB 2024 Cuba           | Posición OPB | Medalla OPB | Posición OIAB | Distinción obtenida OIAB | Entrenador                                    |
| ------------------------ | ------------ | ----------- | ------------- | ------------------------ | --------------------------------------------- |
| Francisco Diaz Salguero  | 1            | Oro         | 8             | Plata                    | César Huallpa / Kiefer Bedoya / Fabricio Meza |
| Valery Olivares Torres   | 3            | Plata       | 24            | Bronce                   | Por confirmar                                 |
| Angela Escalante Porlles | 4            | Plata       | 7             | Plata                    | César Huallpa / Kiefer Bedoya / Fabricio Meza |
| Leandro Muñoz Chumpitaz  | 5            | Plata       | 19            | Bronce                   | César Huallpa / Kiefer Bedoya / Fabricio Meza |

| OIAB 2023 España             | Posición OPB | Medalla OPB | Posición OIAB | Distinción obtenida OIAB | Entrenador                                   |
| ---------------------------- | ------------ | ----------- | ------------- | ------------------------ | -------------------------------------------- |
| Milagros Surichaqui Cajaleon | 1            | Oro         | 20            | Bronce                   | César Huallpa / Kiefer Bedoya / Kevin Magaño |
| Jazmin Camavilca Huaynate    | 2            | Plata       | 13            | Plata                    | César Huallpa / Kiefer Bedoya / Kevin Magaño |
| Nohely Cáceres Mesías        | 3            | Plata       | 14            | Plata                    | César Huallpa / Kiefer Bedoya / Kevin Magaño |
| Richard Simon Lozano         | 4            | Plata       | 5             | Oro                      | Miguel Bazán Flores                          |

| OIAB 2022 Perú             | Posición OPB | Medalla OPB | Posición OIAB | Distinción obtenida OIAB | Entrenador    |
| -------------------------- | ------------ | ----------- | ------------- | ------------------------ | ------------- |
| Juan Lira Medrano          | 1            | Oro         | ?             | Oro                      | Por confirmar |
| Daniel Rodríguez Cochachin | 2            | Plata       | ?             | Bronce                   | Por confirmar |
| Carlo Saavedra Huamán      | 3            | Plata       | ?             | Bronce                   | Por confirmar |
| Sofía Romani Moreyra       | 4            | Plata       | ?             | Plata                    | Por confirmar |

| OIAB 2021 Costa Rica   | Posición OPB | Medalla OPB | Posición OIAB | Distinción obtenida OIAB | Entrenador                                    |
| ---------------------- | ------------ | ----------- | ------------- | ------------------------ | --------------------------------------------- |
| Alex Salhua Vicuña     | 1            | Oro         | 1             | Oro                      | Aldhair Médico / César Huallpa / Kevin Magaño |
| Edgardo Plaza Cubas    | 2            | Plata       | 3             | Oro                      | Aldhair Médico / César Huallpa / Kevin Magaño |
| Víctor Rejas Quevedo   | 3            | Plata       | 6             | Oro                      | Aldhair Médico / César Huallpa / Kevin Magaño |
| Claudia Izaguirre Vega | 4*           | Bronce      | 32            | Mención honorífica       | Miguel Bazán Flores                           |

| OIAB 2020 Costa Rica    | Posición OPB | Medalla OPB | Posición OIAB | Distinción obtenida OIAB | Entrenador                                    |
| ----------------------- | ------------ | ----------- | ------------- | ------------------------ | --------------------------------------------- |
| Víctor Rejas Quevedo    | 1            | Oro         | Cancelado     | -                        | Aldhair Médico / César Huallpa / Kevin Magaño |
| Edgardo Plaza Cubas     | 2            | Oro         | Cancelado     | -                        | Aldhair Médico / César Huallpa / Kevin Magaño |
| Jose Ramos Quinteros    | 3            | Plata       | Cancelado     | -                        | Miguel Bazán Flores                           |
| Bryan Llantance Salazar | 4            | Plata       | Cancelado     | -                        | Miguel Bazan Flores                           |

| OIAB 2019 Bolivia        | Posición OPB | Medalla OPB | Posición OIAB | Distinción obtenida OIAB | Entrenador                    |
| ------------------------ | ------------ | ----------- | ------------- | ------------------------ | ----------------------------- |
| Daniel Guevara Díaz      | 2            | Plata       | 7             | Plata                    | Miguel Bazán / Aldhair Médico |
| George Contreras Cáceres | 1            | Oro         | 34            | Mención honorífica       | Carlos Castro                 |
| Héctor Rodríguez Alfaro  | 4            | Bronce      | 15            | Plata                    | Miguel Bazán / Aldhair Médico |
| Daniel Garbozo Santillán | 3            | Bronce      | 6             | Plata                    | Miguel Bazán / Aldhair Médico |

| OIAB 2018 Ecuador        | Posición OPB | Medalla OPB | Posición OIAB | Distinción obtenida OIAB | Entrenador                    |
| ------------------------ | ------------ | ----------- | ------------- | ------------------------ | ----------------------------- |
| Shahbaz Muhammad Huamaní | 1            | Oro         | 23            | Bronce                   | Carlos Castro                 |
| Mariel Reynaga Chumpitaz | 2            | Plata       | 5             | Oro                      | Miguel Bazán / Aldhair Médico |
| Fabricio Meza Ponce      | 3            | Plata       | 26            | Bronce                   | Miguel Bazán / Aldhair Médico |
| Nancy Ramírez Bernuy     | 4            | Plata       | 8             | Plata                    | Miguel Bazán / Aldhair Médico |

| OIAB 2017 Portugal          | Posición OPB | Medalla OPB | Posición OIAB | Distinción obtenida OIAB | Entrenador                    |
| --------------------------- | ------------ | ----------- | ------------- | ------------------------ | ----------------------------- |
| Rainer Enciso Chancahuana   | 1            | Oro         | 12            | Plata                    | Miguel Bazán / Aldhair Médico |
| Frank Evangelista Tarazona  | 2            | Oro         | 4             | Oro                      | Miguel Bazán / Aldhair Médico |
| Carlos Pujaico Huayhualla   | 3            | Plata       | 18            | Bronce                   | Carlos Castro                 |
| Gonzalo Sifuentes Sanamamud | 4            | Plata       | 25            | Bronce                   | Miguel Bazán / Aldhair Médico |

| OIAB 2016 Brasil       | Posición OPB | Medalla OPB | Posición OIAB | Distinción obtenida OIAB | Entrenador                    |
| ---------------------- | ------------ | ----------- | ------------- | ------------------------ | ----------------------------- |
| Kevin Magaño Bocanegra | 1            | Oro         | 4             | Oro                      | Miguel Bazán / Aldhair Médico |
| Kiefer Bedoya Benites  | 2            | Oro         | 1             | Oro                      | Miguel Bazán / Aldhair Médico |
| Piero Beraún Gasco     | 3            | Oro         | 11            | Plata                    | Miguel Bazán / Aldhair Médico |
| Félix Cabañas Amorós   | 4            | Oro         | 38            |                          | Miguel Bazán / Aldhair Médico |

| OIAB 2015 El Salvador     | Posición OPB | Medalla OPB | Posición OIAB | Distinción obtenida OIAB | Entrenador                   |
| ------------------------- | ------------ | ----------- | ------------- | ------------------------ | ---------------------------- |
| Valeryn Cruz Morón        | 1            | Oro         | 14            | Plata                    | Miguel Bazán / Carlos Castro |
| Óscar Machuca Meneses     | 2            | Oro         | 32            | Mención honorífica       | Miguel Bazán / Carlos Castro |
| Francesco Peña García     | 3            | Plata       | 10            | Plata                    | Miguel Bazán / Carlos Castro |
| Sofía Gonzales Magallanes | 4            | Plata       | 16            | Plata                    | Luis Salcedo                 |

| OIAB 2014 México        | Posición OPB | Medalla OPB | Posición OIAB | Distinción obtenida OIAB | Entrenador                    |
| ----------------------- | ------------ | ----------- | ------------- | ------------------------ | ----------------------------- |
| César Huallpa Robles    | 1            | Oro         | 7             | Plata                    | Miguel Bazán / Carlos Castro  |
| Aldhair Médico Pimentel | 2            | Plata       | 5             | Oro                      | Miguel Bazán / Carlos Castro  |
| Eliécer Merling Calle   | 3            | Plata       | 34            |                          | Efraín Huamash / Luis Salcedo |
| Ricardo Uchuya Trocones | 4            | Plata       | 21            | Bronce                   | Miguel Bazán / Carlos Castro  |

| OIAB 2013 Argentina  | Posición OPB | Medalla OPB | Posición OIAB | Distinción obtenida OIAB | Entrenador    |
| -------------------- | ------------ | ----------- | ------------- | ------------------------ | ------------- |
| Marco Peña García    | 1            | Oro         | 30            | Mención honorífica       | Carlos Castro |
| Jesús Pasache Juárez | 2            | Plata       | 26            | Mención honorífica       | Carlos Castro |
| Ximena Morante Sutta |              | Plata       | 35            |                          | ?             |

| OIAB 2012 Portugal      | Posición OPB | Medalla OPB | Posición OIAB | Distinción obtenida OIAB | Entrenador    |
| ----------------------- | ------------ | ----------- | ------------- | ------------------------ | ------------- |
| Olga Ávila Pascal       | 1            | Oro         | 17            | Bronce                   | Carlos Castro |
| Eduardo Vásquez Sánchez | ?            | ?           | 28            |                          | ?             |

| OIAB 2011 Costa Rica      | Posición OPB | Medalla OPB | Posición OIAB | Distinción obtenida OIAB | Entrenador |
| ------------------------- | ------------ | ----------- | ------------- | ------------------------ | ---------- |
| Daniela Cárdenas Zevallos | ?            | ?           | 17            | Bronce                   | ?          |

| OIAB 2010 Perú           | Posición OPB | Medalla OPB | Posición OIAB | Distinción obtenida OIAB | Entrenador                 |
| ------------------------ | ------------ | ----------- | ------------- | ------------------------ | -------------------------- |
| Gustavo Urbano Quispe    | 3            | Plata       | 2             | Oro                      | Carlos Castro              |
| Enzo Casimiro Soriano    | 2            | Oro         | 14            | Bronce                   | Lili Javier / Walter Bazán |
| Jhonathan Ventura Quispe | 1            | Oro         | 22            |                          | Lili Javier / Walter Bazán |
| Antony Bernal Paulet     | 5            | Plata       | 32            |                          | ?                          |

| OIAB 2009 España      | Posición OPB | Medalla OPB | Posición OIAB | Distinción obtenida OIAB | Entrenador    |
| --------------------- | ------------ | ----------- | ------------- | ------------------------ | ------------- |
| Luis Cabrera Sosa     | 2            | Oro         | 8             | Plata                    | Carlos Castro |
| Israel Ruiz Gárate    | 1            | Oro         | 18            |                          | ?             |
| Juan Ramírez Chávez   | ?            | Plata       | 21            |                          | ?             |
| José Chávez Monterros | ?            | Plata       | 22            |                          | ?             |

| OIAB 2008 Brasil       | Posición OPB | Medalla OPB | Posición OIAB | Distinción obtenida OIAB | Entrenador |
| ---------------------- | ------------ | ----------- | ------------- | ------------------------ | ---------- |
| Harryson Hidalgo Tacsa | ?            | ?           | 19            |                          | ?          |
| Paola Rosas Ramos      | ?            | ?           | 20            |                          | ?          |
| Arnaldo López Llanos   | ?            | ?           | 21            |                          | ?          |
| Ricardo Briceño León   | ?            | ?           | 22            |                          | ?          |

| OIAB 2007 México    | Posición OPB | Medalla OPB | Posición OIAB | Distinción obtenida OIAB | Entrenador |
| ------------------- | ------------ | ----------- | ------------- | ------------------------ | ---------- |
| Fabio Subia Díaz    | ?            | ?           | 10            | Bronce                   | ?          |
| Juan Basilio Flores | ?            | ?           | 11            | Bronce                   | ?          |